# 이만우 (1954년)
이만우(李晩雨, 1954년 12월 29일 ~ )은 대한민국의 제2·3·5·6대 전라북도 고창군의원이다.

## 학력
- 해리고등학교 졸업
- 한국방송통신대학교 1학년 중퇴

## 경력
- 1991 고창청년회의소 회장
- 1992 고창군어민보호대책 사무국장
- 1995.07 ~ 1998.06 제2대 전라북도 고창군의회 의원
- 1996 고창수산물축제위원회 초대 위원장
- 1997 고창해풍고추축제위원회 초대 위원장
- 1998 민주평화통일자문회의 간사
- 1998.07 ~ 2002.06 제3대 전라북도 고창군의회 의원
- 2000.07 ~ 2002.06 제3대 전라북도 고창군의회 후반기 부의장
- 2000 고창문화원 감사
- 2006.07 ~ 2010.06 제5대 전라북도 고창군의회 의원
- 2010.07 ~ 2014.06 제6대 전라북도 고창군의회 의원
- 2010.07 ~ 2012.07 제6대 전라북도 고창군의회 전반기 의장

## 수상
- 2011 민주평화통일자문회의 대통령표창

## 역대 선거 결과
| 선거명          | 직책명                               | 대수           | 정당       | 득표율 | 득표수  | 결과 | 당락                     |
| --------------- | ------------------------------------ | -------------- | ---------- | ------ | ------- | ---- | ------------------------ |
| 3·26 지방 선거  | 전라북도 고창군의원(해리면 선거구)   | 1대            | 무소속     | -      | -표     | -위  | 낙선                     |
| 제1회 지방 선거 | 전라북도 고창군의원(해리면 선거구)   | 2대 (민선 1기) | 무소속     | 43.81% | 1,398표 | 1위  | 전라북도 고창군의원 당선 |
| 제2회 지방 선거 | 전라북도 고창군의원(해리면 선거구)   | 3대 (민선 2기) | 무소속     | 50.68% | 1,442표 | 1위  | 전라북도 고창군의원 당선 |
| 제3회 지방 선거 | 전라북도 고창군의원(해리면 선거구)   | 4대 (민선 3기) | 무소속     | 47.42% | 1,253표 | 2위  | 낙선                     |
| 제4회 지방 선거 | 전라북도 고창군의원(고창군 라선거구) | 5대 (민선 4기) | 열린우리당 | 24.50% | 1,583표 | 1위  | 전라북도 고창군의원 당선 |
| 제5회 지방 선거 | 전라북도 고창군의원(고창군 라선거구) | 6대 (민선 5기) | 민주당     | 20.87% | 1,279표 | 2위  | 전라북도 고창군의원 당선 |